# Ceratosanthes multiloba
Ceratosanthes multiloba är en gurkväxtart som beskrevs av Célestin Alfred Cogniaux. Ceratosanthes multiloba ingår i släktet Ceratosanthes och familjen gurkväxter. Inga underarter finns listade i Catalogue of Life.